# Corgi Classics

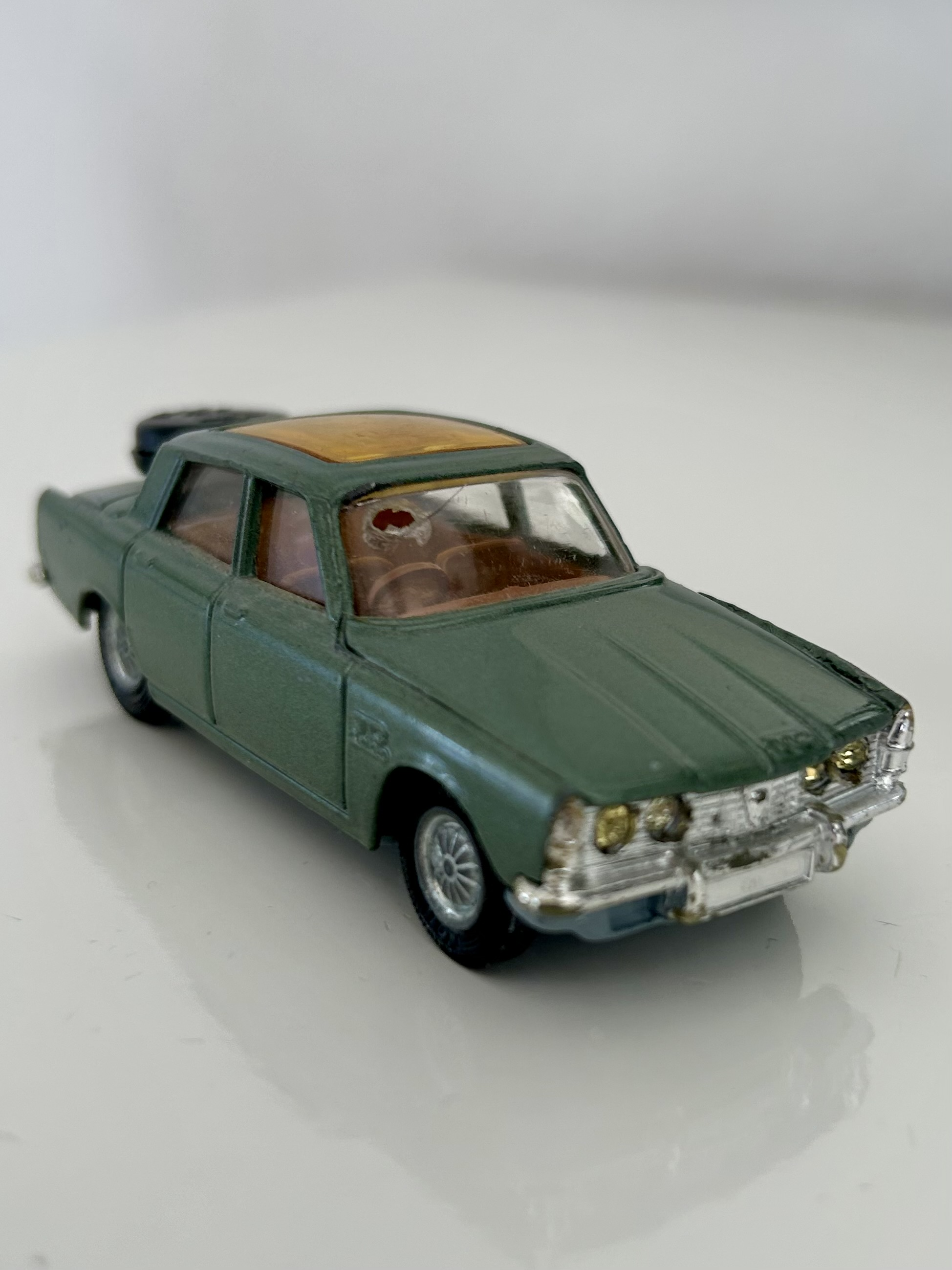
Rover 2000 TC, 1960-tal.

Corgi Classics Limited var en brittisk leksakstillverkare, etablerad som självständigt företag 1995. Företaget hade sitt ursprung i märket Corgi Toys. Det är känt för sina brittiska och nordamerikanska skalmodeller av bilar, flygplan, bussar och militärfordon i skala 1:43.
Företaget förvärvades 2008 av Hornby Railways, som sedan dess har ägt varumärket Corgi.

## Corgi Toys-eran
1933 grundade de tyska emigranterna Philip Ullmann och Arthur Katz företaget Mettoy i Northampton, England. Båda hade redan arbetat tillsammans i Nürnberg på leksakstillverkaren Tippco. Först 1956 blev det Corgi Toys, som var tänkt att fungera som en konkurrent till engelska Dinky Toys. Produktionen började på ett större komplex i Swansea, Wales med fordonsmodeller i skala 1:43. Corgi-fordonen stack ut på modellbilsmarknaden tack vare deras innovationer på den tiden, såsom fönster, rörliga fordonsdörrar, reflexstrålkastare och exklusiva tillbehör. Alla fordon var gjorda av målad pressgjuten zink med insatta plastdelar. Hundrasen Welsh Corgi fungerade som företagets namn och logotyp.

### Modeller
De första modellerna av leksaksbilar som 1956 producerades av företaget, var brittiska bilar som Rover, Ford, Hillman, Triumph  och BMC. Fordon från tyska tillverkare tillverkades också, inklusive Mercedes-Benz, BMW och Volkswagen. Senare tillkom flygplan i skala 1:100 och pansarfordon. Från mitten av 1970-talet och framåt tillverkades några fordon i skala 1:36, men dessa var inte särskilt populära bland samlare. En annan gren var lastbilsmodeller, som mest byggde på engelska fordon och även de väckte lite intresse.
Från 1990-talet och framåt, med det ökade intresset för modeller i skala 1:76 som användes av brittiska modelljärnvägar, tog Corgi fram flera modeller av brittiska bussar (och även några av järnvägsvagnar), ’’Original Omnibus’’ i denna skala.